# Fella
Il Fella (in friulano Fele, in sloveno Bela) è un fiume del Friuli-Venezia Giulia lungo 54 km, che nasce nei pressi di Malborghetto Valbruna ed attraversa la Val Canale ed il Canal del Ferro per confluire poi nel Tagliamento nei pressi di Portis di Venzone, costituendone il principale tributario.

## Caratteristiche
Si caratterizza, come il Tagliamento, per il suo alveo larghissimo dai caratteristici ciottoli biancastri (rocce calcaree) che rendono le sue acque particolarmente chiare in confronto a quelle del Tagliamento, come si vede alla confluenza dei due fiumi.
Pur con acque sempre perenni, il Fella ha regime estremamente torrentizio risentendo in maniera pesantissima dell'andamento delle precipitazioni. Non di rado dà luogo ad imponenti piene improvvise, soprattutto tardo primaverili ed estive, che mutano continuamente la fisionomia del suo ampio greto ciottoloso. Con oltre 35 m³/s di portata media, fornisce al Tagliamento quasi metà della sua portata media annua, influenzandone anche in modo assai rilevante le piene.
A differenza del Tagliamento, le cui acque vengono in gran parte deviate dalla diga di Caprizi, insieme a quelle del Lumiei, verso le centrali elettriche a valle, il fiume Fella non ha rilevanti strutture di captazione per alimentare impianti idroelettrici, pertanto nel fiume scorre indisturbata tutta l'acqua raccolta dal suo bacino imbrifero. In passato era stata ventilata l'ipotesi di costruire una diga presso Moggio Udinese.

## Alluvioni
Qui di seguito sono elencate le più disastrose alluvioni che hanno colpito il bacino del Fella negli ultimi due secoli:
- 2 novembre 1851 - Ingenti piogge causarono il distacco di una frana di 15 milioni di metri cubi dal monte Cocon che distrusse 23 edifici, uccidendo 13 persone. La strada Pontebbana, da Moggio Udinese a Tarvisio fu invasa da 130 colate detritiche e 40 frane di crollo. Diversi furono i danni ai centri abitati lungo tutta l'asta fluviale. Complessivamente l'evento causò la morte di 31 persone[2].
- 13 settembre 1903 - Un nubifragio causò ingenti danni. Venne danneggiata pesantemente la chiesa di Ugovizza il cui campanile fu salvato dal crollo legandolo con assi di legno. 2 i morti.
- 22 giugno 1996 - Forti precipitazioni interessano la Val Canale e tutto il bacino del Fella (465 mm in 24 h a Pontebba). Ingenti saranno i danni a Moggio Udinese, Pontebba e Paularo.
- 29 agosto 2003 - La Val Canale, la Val d'Aupa e Canal del Ferro sono state interessate da un violento fenomeno piovoso (343 mm in 6 h a Pontebba[3]), che ha provocato l'esondazione di molti corsi d'acqua, tra cui anche e soprattutto il Fella, colate detritiche, allagamenti, e fenomeni erosivi. Alcuni tratti della strada statale 13 Pontebbana e il ponte per la frazione di Pietratagliata furono divelti dalla furia delle acque. L'Autostrada A23 fu chiusa per alcune ore per una colata detritica che ne invase le carreggiate. Ugovizza venne colpita da una colata detritica che danneggiò diverse abitazioni e provocò il crollo della torre campanaria della chiesa dei Santi Filippo e Giacomo, sopravvissuta all'evento del 1903. 2 furono le vittime, 260 le abitazioni danneggiate e gli sfollati più di 300.[4]